# Szent Kereszt-templom (Berhida)
A berhidai román alapokon nyugvó Szent Kereszt római katolikus templom a Séd partján települt község központjában, a főutcában áll, középkori eredetű filiáris templom.

## Története és leírása
Nyugati homlokzata előtt emelkedik zömök, sátortetős tornya, amelyhez hozzáépült a téglalap alaprajzú hajó a nyolcszög három oldalával záródó szentéllyel. A szentélyben áll a kőből faragott szentségház, amelyen néhány évtizede még kiolvasható volt elkészülése dátumának első két számjegye: a 14… A barokk főoltár a XVIII. századból való. A templom bejárata a tornyon keresztül nyílik (kőkeretes, csúcsíves kapukeret). A torony alatt dongaboltozatos előcsarnok van, északi és déli oldalfalában ülőfülkékkel. Két nyolcszög alaprajzú pillér tartja a nyugati karzatot. A templomhajót bordás keresztboltozat fedi (a két zárókő címeres). Az elsőn az apostoli kettős kereszt látható egy pajzson, a másodikon pedig a pajzson hatágú csillagot viselő félhold, azaz a Hontpázmány nemzetség címere. A hajó falán freskó nyomait is látjuk.
A késő román, kora gótikus stílusban épült templomot a 13-14. század fordulóján emelték. A törökök többször elpusztították a falut, s megrongálták a templomot is. Majd többször átépítették, utoljára 1759-ben. Ekkor szerezték vissza a templomot a protestánsoktól. Az 1870/80-as évektől kezdték becsülni a templom műemléki értékét. Falkutatás (1962) után 1963/1964-ben restaurálták.